# Jakov Čuka
Jakov Čuka (Zaglav, Dugi otok, 16. srpnja 1868. − Rim, Italija, 1928.) je bio hrvatski svećenik i visoki crkveni dužnosnik, umjetnički i književni kritičar. Pisao je pod pseudonimom Jakša Čedomil i rasprave i članke.

## Životopis
Rodio se je u Zaglavu na Dugom otoku. U Zadru je pohađao škole. Studirao je u Rimu, gdje je i doktorirao. U Zadru je bio kanonikom metopolitanskog kaptola. Dužnost je obnašao od doba Austro-Ugarske, a prestao ju je obnašati 1924. kad je rat došao pod talijansku vlast. Potom u Splitu obnaša dužnost prepozita,a uskoro ga biskup Kvirin Klement Bonefačić imenuje za biskupskog delegata i generalnog vikara.
Bio je rektor Hrvatskog zavoda sv. Jeronima, a na tu dužnost imenovao ga je 1928. papa Pio XI.